# Americana (Offspring-album)
Az Americana az Offspring ötödik stúdióalbuma. Az együttes legsikeresebb albuma kitörésük óta.

## Számlista
Minden dalt Dexter Holland és Noodles írt.
1. Welcome – 0:09
2. Have You Ever – 3:56
3. Staring at the Sun – 2:13
4. Pretty Fly (for a White Guy) – 3:08
5. The Kids Aren't Alright – 3:00
6. Feelings – 2:51
7. She's Got Issues – 3:48
8. Walla Walla – 2:57
9. The End of the Line – 3:00
10. No Brakes – 2:06
11. Why Don't You Get a Job? – 2:52
12. Americana – 3:15
13. Pay the Man – 10:19